# Australia Day
Australiendagen (engelsk: Australia Day), tidligere Anniversary Day eller Foundation Day, også kendt som Invasion Day, fejres den 26. januar hvert år til minde af dagen, hvor britiske både ankom til Sydney Cove i 1788.
Skønt navnet først tilkom omkring 100 år senere, findes markeringen af årsdagen den 26. januar registreret fra 1808, og guvernør Lachlan Macquarie holdt det første officielle markering af oprettelsen af New South Wales i 1818. I 2004 deltog skønsmæssigt 7,5 millioner mennesker i markeringen af Australia Day.
Australia Day er omstridt. Aboriginer har protesteret over markeringen. Nogle australiere opfatter det som en fejring af ødelæggelse af aboriginernes kultur af britiske kolonialister. Siden 1988 har "Invasion Day"-protester været afholdt med denne begrundelse. Det har været foreslået at flytte dagen til en anden dato. Dagen er også årsdag for Rom-oprøret (''Rum Rebellion'') i 1808, og derfor anser nogle Australia Day som en fejring af det eneste militærkup i Australiens historie. Endelig ses den som en slags selvstændighedsdag.